# Magacela
Magacela è un comune spagnolo di 660 abitanti situato nella comunità autonoma dell'Estremadura.